# 馬塔加爾帕省
馬塔加爾帕省 （西班牙語：Departamento de Matagalpa）是尼加拉瓜的一個省，位於該國中部。面積8,523平方公里，2005年人口484,900人。首府馬塔加爾帕。
下分13市。
1. ↑  Citypopulation.de Population of departments in Nicaragua